# Ulisses Marcílio Longo
Ulisses Marcílio Longo (Timbó, 21 de março de 1927) é um advogado e político brasileiro.
Filho de Quirino Longo e de Estefânia Longo. 
Nas eleições gerais no Brasil em 1954 foi candidato a deputado estadual para a Assembleia Legislativa de Santa Catarina (ALESC) pela União Democrática Nacional (UDN), ficando na suplência com 2.450 votos, foi convocado e participou da 3ª Legislatura (1955-1959).